# Sesso allo specchio
Sesso allo specchio è un film pornografico del 1981 diretto da Lucky Faar Delly, pseudonimo di Luciano Fardelli, nonostante concretamente il regista sia Franco Lo Cascio (non accreditato). La sceneggiatura della pellicola ha molte somiglianze con quella del film Le ereditiere superporno, diretto da Joe D'Amato nello stesso anno.

## Trama
Giuliano, nipote delle sorelle Gioia e Terry (di cui una con figlia), diventa erede del padre e deve scegliere il proprio tutore tra le due zie. Il ragazzo sceglie di essere assistito "sessualmente" da tutte e due, nonché dalla cugina.